# Rátétmunka
A rátétmunkák vagy applikációk a kézművességben vagy iparművészetben két (esetleg több) anyag olyan összedolgozását jelentik, amelyek közül a felülre kerülő (ez a rátét) valamilyen mintát, motívumot képez. Az összedolgozás vagy láthatatlan öltésekkel, vagy díszöltésekkel történhet.

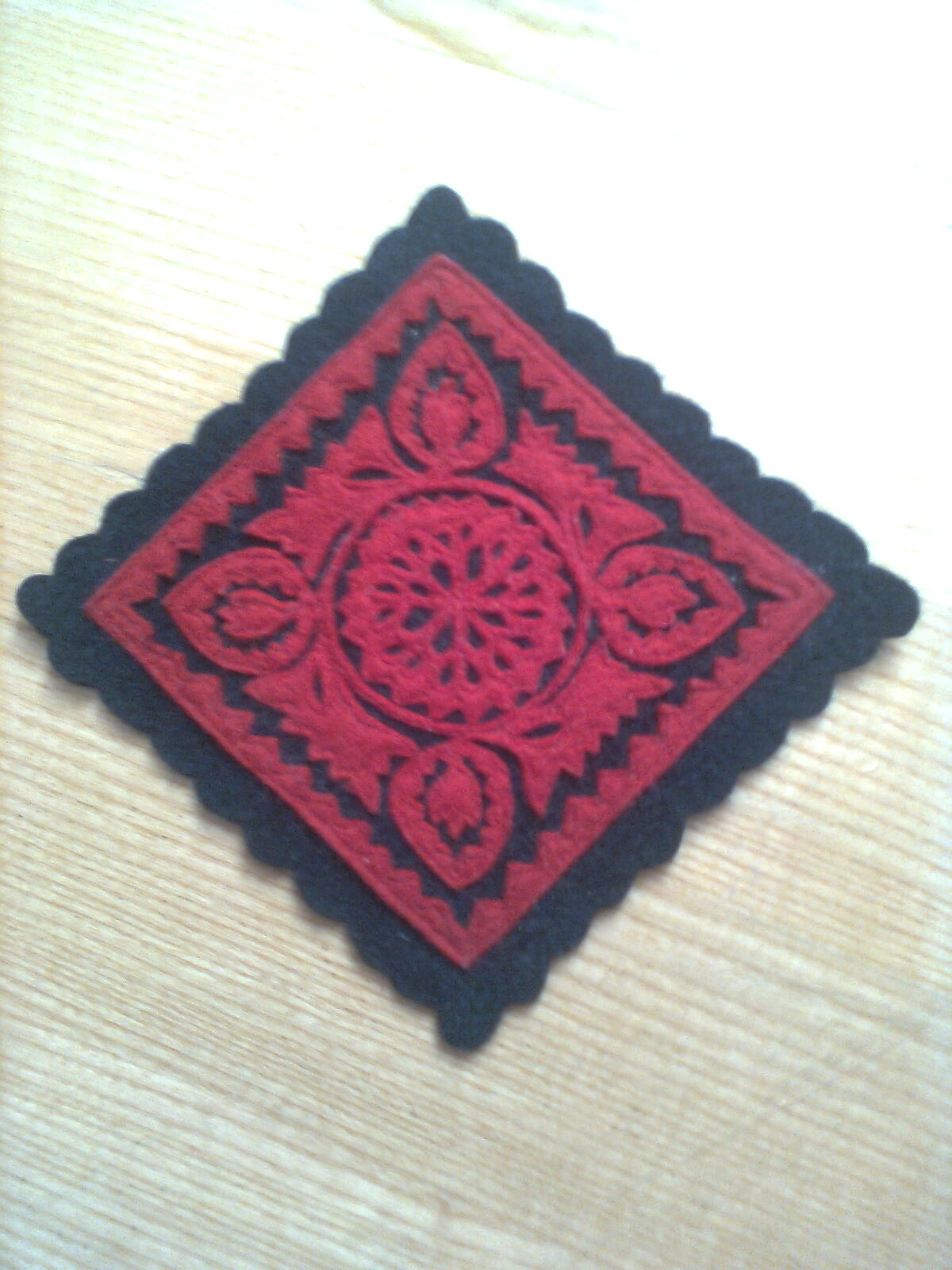
Fekete posztóalapon piros filcrátét, varrógéppel varrott, szűrminta

## Posztó- és bőrrátétek
A posztó- és bőrrátétek főleg a szűcshímzéssel készült felsőruházaton fordulnak elő (pl. kis ködmön, atilla, irhabunda). Funkciójuk a szélek, gomblyukak díszes megerősítése illetve nagyobb felületen maga a díszítés. Utóbbira jó példa a kalotaszegi és bihari szűrökön ovális alapformába rajzolódó minták, amelyek egy darabból vannak kivágva. Ezzel díszítik a szűrök négyszögű gallérját és a szűr alját is.
Az egyenesvonalú díszítményeket általában boszorkányöltéssel szokás rögzíteni. A hajlékony vonalúaknál kedvelt rögzítési mód a huroköltés, valamint az apró szegőöltés.

## Vászonrátétek
Kendőkre, ingekre, lepedőkre szokásban volt varrni gyolcsot pamutvászonra, selymet gyolcsra és batisztot batiszt alá vagy fölé.

## Zsinórrátétek

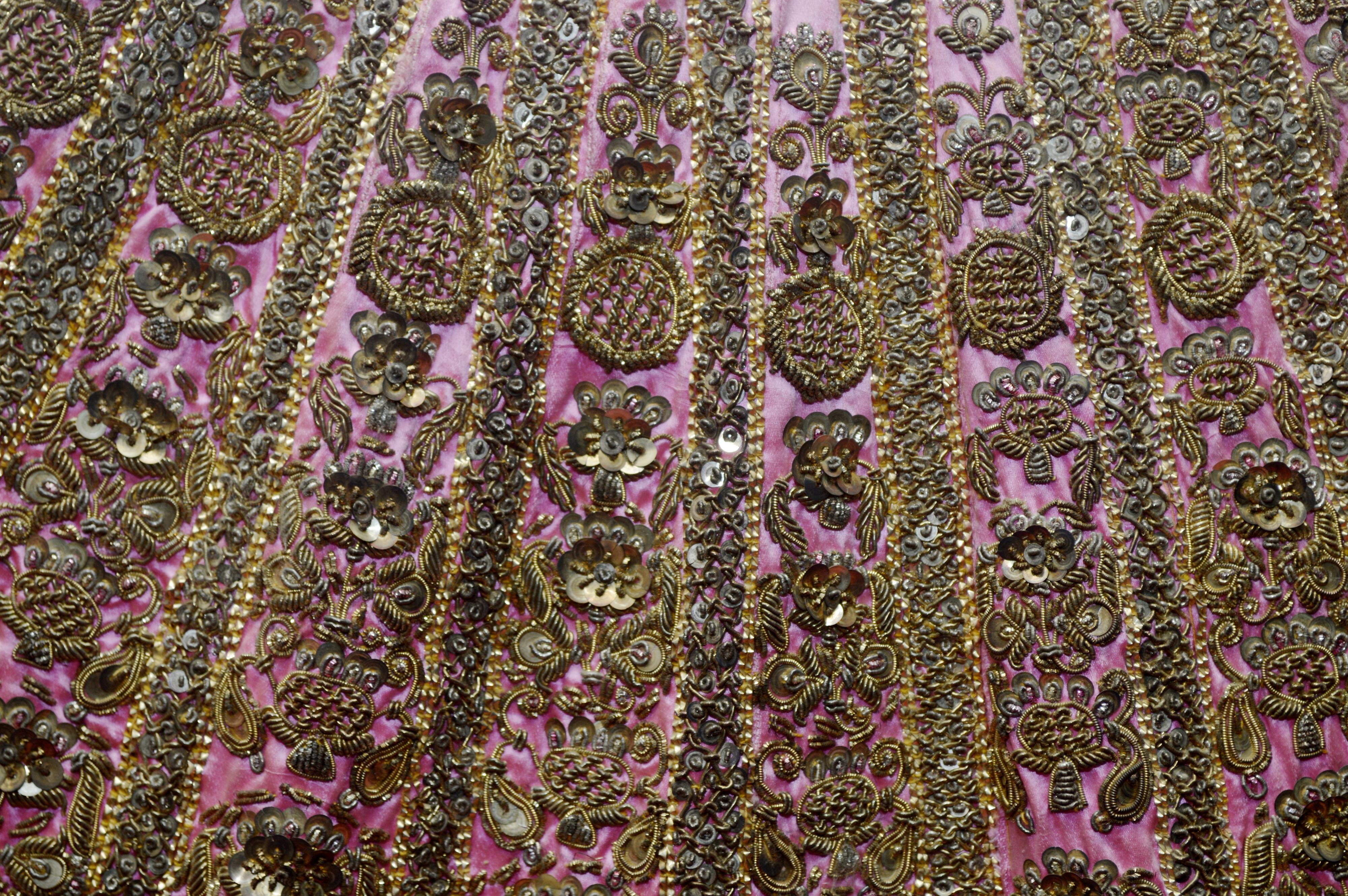
Gyöngyhímzéses rátét flitterrel, Új Delhi, Crafts Museum

Jó tartású felsőruházaton szokás alkalmazni a zsinórdíszítményeket. A zsinórt a mintavonalon folyamatosan kell végigvezetni. A keskenyebb zsinórokat alulról, láthatatlanul szokás felerősíteni. A szélesebb lapos zsinórokat mindkét oldalán rögzíteni szükséges.
A zsinórozás gyakran alkalmazott díszítmény volt a különböző egyenruhákon, például a huszárok díszegyenruháján.
A nehéz színpadi bársonyfüggönyökön is gyakran alkalmaztak különböző zsinórozást.
A zsinór alapanyaga változatos lehet: állati szőr, selyem, gyapjú vagy vékony fémszál.

## Gyöngyrátétek
Nagyobb felületek gyönggyel történő díszítése történhet oly módon is, hogy a mintának megfelelő hosszúságú gyöngysort előre felfűzik, majd zsinórszerűen a mintarajz szerint leöltögetik. Ez a módszer inkább tekinthető rátétnek, mint gyöngyhímzésnek.